# Ramil Juldaschew
Ramil Railjowytsch Juldaschew (ukrainisch Раміль Раільович Юлдашев; * 5. September 1961 in Ufa) ist ein ehemaliger ukrainischer Eishockeyspieler, der bei verschiedenen Vereinen europaweit spielte. International war er für die sowjetische U20-Nationalmannschaft und die ukrainische Herren-Nationalmannschaft bei Weltmeisterschaften aktiv. Sein Sohn Pylyp Panhelow-Juldaschew ist ebenfalls ukrainischer Nationalspieler. Bereits während seiner aktiven Laufbahn wurde er als Trainer tätig.

## Karriere
Ramil Juldaschew begann seine Karriere als Eishockeyspieler bei Salawat Julajew Ufa in der Wysschaja Liga, der damals höchsten sowjetischen Eishockeyliga, und der zweitklassigen Perwaja Liga wurde aber zwischenzeitlich auch bei Torpedo Toljatti in der drittklassigen Wtoraja Liga eingesetzt. 1980 und 1982 gewann er mit Salawat Julajew Ufa jeweils die Perwaja Liga und stieg wieder in die Wysschaja Liga auf. 1984 wechselte er zum HK Sokil Kiew, der damals auch in der Wysschaja Liga spielte. In der Saison 1990/91 war er Topscorer der Liga. Anschließend wechselte er in die Schweiz zum EHC Biel aus der Nationalliga A. In Biel blieb er drei Jahre. Anschließend spielte er in schneller Abfolge in verschiedenen europäischen Ligen, bevor er seine Karriere von 2003 bis 2005 beim CG Puigcerdà in der spanischen Superliga ausklingen ließ. 2001 gewann er mit dem HK Berkut Kiew die East European Hockey League.

### International
Juldaschew nahm mit der Sowjetischen U20-Nationalmannschaft an der Junioren-Weltmeisterschaft 1981 teil und gewann dort die Bronzemedaille. 1990 spielte er mit der Sowjetischen Nationalmannschaft beim Iswestija-Pokal 1990, den er mit der Mannschaft gewann.
Nach dem Zerfall der Sowjetunion spielte er mit der Ukrainischen Nationalmannschaft bei den C-Weltmeisterschaften 1993, 1994 und 1995.

### Trainerkarriere
Bereits während Juldaschew von 1997 bis 1999 beim österreichischen Zweitligisten EK Zell am See spielte, war er dort als Spielertrainer tätig. In der Spielzeit 2006/07 war er Assistenztrainer beim HK Berkut. Anschließend war er bei den U18-Weltmeisterschaften 2007, 2008 und 2009, als die Ukrainer den Abstieg in die Division II hinnehmen mussten, Cheftrainer in der Division I. Anschließend war er von 2009 bis 2011 und 2012/13 Assistenztrainer beim HK Bilyj Bars Browary.

## Erfolge und Auszeichnungen
- 1980 Gewinn der Perwaja Liga mit Salawat Julajew Ufa
- 1981 Bronzemedaille bei der Junioren-Weltmeisterschaft 1981
- 1982 Gewinn der Perwaja Liga mit Salawat Julajew Ufa
- 1990 Gewinn des Iswestija-Pokals
- 1991 Topscorer der Wysschaja Liga
- 2000 Gewinn der East European Hockey League